# Michael Puff
Michael Puff, nach seinem Heimatort auch Michael Schrick oder Michael Puff von Schrick genannt (* um 1400 in Wien oder im niederösterreichischen Dorf Schrick; † Anfang 1473 in Wien; beigesetzt am 12. Februar 1473 im Stephansdom), war ein österreichischer Arzt und Dekan der Medizinischen Fakultät der Universität Wien. Ihm wird das Büchlein von den ausgebrannten Wässern zugeschrieben.

## Leben und Wirken
Michael Puff aus Schrick immatrikulierte sich am 14. April 1417 in Wien, war von 1423 bis 1429 Vorlesungen über Grammatik und Dialektik abhaltender Magister der Artistenfakultät, 1431 Baccalar und ab 1433 Doktor der Medizin an der Universität Wien. 1425 bis 1470 war er elf Mal Dekan der Medizinischen Fakultät. Er war Leiter der anatomischen Demonstrationen bei den Lehrsektionen. Am Entwurf der Wiener Apothekerordnung von 1465 war er beteiligt.
Mit seinem gedruckten Destillierbuch Büchlein von den ausgebrannten Wässern
trug er wie Hieronymus Brunschwig zur Verbreitung der damaligen Destilliermethoden zur Herstellung von Arzneimitteln aus Naturstoffen, dem Grundgedanken der Ars destillatoria medica, bei.
Obwohl er als Anhänger Kaiser Friedrichs galt, wurde er mit der Behandlung Herzog Albrechts betraut. Nach dessen Tod am 2. Dezember 1463 wurde Puff von Hans Hierszmann, dem herzoglichen „Türsteher“, des Giftmords bezichtigt, doch reichten die Verdachtsmomente nicht aus, ein Verfahren gegen ihn zu eröffnen. Michael Puff starb Anfang 1473 in Wien; er wurde am 12. Februar beim Veitsaltar in der Domkirche St. Stephan zu Wien beigesetzt.

## Schriften (Auswahl)
- „Utrum actiones substantiarum materialium sint principalius formarum substantialium, quam qualitatum earundem.“ Melk, Stiftsbibliothek, cod. 958. Abhandlung zur Theriakdiskussion der Medizinschule von Montpellier.
- „Regimen doctoris Schrick in Wyenna.“ München, clm 7818, Bl. 107v–109v. Behandlungsempfehlung für einen herzkranken Kollegen.
- „Quodlibetum.“ Heiligenkreuz, Stiftsbibliothek, cod. 331, Bl. 61r–64v, 95v–98v. Kleine Sammlung akademischer Thesen und Diskussionen.
- „Quaedam medicamenta praescripta ad usum pauperum, ne semper ad apothecam recurrere necesse habeant.“ Vyšší Brod, Stiftsbibliothek, cod. 353, S. 373. Nach Indikationsgruppen geordnete Sammlung von 14 Kurzrezepten.
- „Recepta contra pestem.“ Staatsbibliothek München, clm 352, Bl. 34v; clm 441, Bl. 149r. Pestrezepte.
- „Büchlein von den ausgebrannten Wässern“ (gedruckt ab 1477) bzw. dessen handschriftliche Erstfassung „Traktat von Tugenden der ausgebrannten Wässer“ (1455 abgeschlossen).[5][6]